# جيمس فرانك وودز
جيمس فرانك وودز (بالإنجليزية: James Frank Woods)‏ هو سياسي أمريكي، ولد في 27 يونيو 1872 في الولايات المتحدة، وتوفي في 4 يونيو 1930. حزبياً، نشط في Home Rule Party of Hawaii ‏.